# Моверна Вас
Моверна Вас (словен. Moverna vas) — поселення в общині Семич, регіон Південно-Східна Словенія, Словенія.